# One Bangkok O4H4
One Bangkok es un desarrollo planificado de uso mixto en Bangkok (Tailandia). Está ubicado en la intersección de Rama IV Road y Witthayu Road en el distrito de Pathum Wan. Se ha anunciado que incluirá el edificio más alto de Tailandia, la One Bangkok Tower, con 92 pisos y 463,1 m de altura prevista. Además, el desarrollo incluirá residencias, oficinas, tiendas, hoteles y lugares de arte. Se encuentra cerca de la estación de MRT Lumphini. Se ha anunciado que TCC Group y Frasers Property lo van a construir y a operar. Se espera que abra por etapas entre 2023 y 2026.